# قره‌قان شیخ‌لار
قره‌قان شیخ‌لار (به لاتین: Qaraqan Şıxlar) یک منطقه مسکونی در جمهوری آذربایجان است که در شهرستان آق‌داش واقع شده است. این روستا ۱۸۹۲ نفر جمعیت دارد.